# Olivier Welzer
Olivier Welzer (ur. 18 września 1967) – francuski zapaśnik walczący w stylu klasycznym. Zajął dziewiąte miejsce na mistrzostwach świata w 1994. Czternasty na mistrzostwach Europy w 1994. Wygrał igrzyska śródziemnomorskie w 1993, drugi w 1993 i piąty w 1997. Trzeci w Pucharze Świata w 1992. Mistrz Francji w 1989, 1991, 1993, 1994, 1996 i 2000 roku.